# كارل بوك
كارل بوك (بالإنجليزية: Carl Alfred Bock )‏ (و. 1849 – 1932 م) هو مستكشف، وموظف مدني، وجامع ‏، وعالم طبيعة نرويجي، ولد في كوبنهاغن، توفي في بروكسل، عن عمر يناهز 83 عاماً.

## التعليم
تعلم في Kristiansand Cathedral School ‏.

## جوائز
حصل على جوائز منها:
- وسام القديس أولاف.